# Modiolula
Modiolula is een monotypisch geslacht van tweekleppigen uit de familie van de Mytilidae.

## Soort
- Modiolula phaseolina (Philippi, 1844) (Kleine paardenmossel)